# Mariana Constantin
Mariana Constantin (Ploiești, 3 agosto 1960) è un'ex ginnasta rumena, medaglia d'argento ai Giochi olimpici di Montréal nel 1976.